# Chinese Democracy
Chinese Democracy er det ottende album fra det amerikanske rockband Guns N' Roses. Albummet blev udgivet den 23. november 2008 og er  det første nye materiale fra Guns N' Roses siden de udgav albummene Use Your Illusion I & II i 1991. Albummet er verdens dyrest producerede CD, og har taget 14 år at producere.
Siden deres sidste udgivelse, har bandet gennemgået store forandringer, hovedsageligt i form at stor udskiftning af bandets medlemmer. I løbet af den første halvdel af 90'erne opstod der uenighed i mellem bandets medlemmer, og specielt mellem guitaristen Slash og forsangeren Axl. Dette medførte at medlemmerne Slash, Duff McKagan og Matt Sorum forlod bandet. De tre medlemmer har sidenhen startet bandet Velvet Revolver sammen med Dave Kushner. De tre medlemmer forlod bandet med beskyldninger mod Axl, som efter deres udsagn styrede bandet efter eget ønske, uden at lytte til de andre.
I et interview fra 2007 med Axl Roses nære ven Sebastian Bach, udtalte han at det nye album er første del af en trilogi af nye udgivelser fra Guns N' Roses. Det sidste album i trilogien skulle efter planen udkomme i 2012.
Guns N 'Roses begyndte at skrive og indspille nyt musik omkring 1995-1996. Bassist Duff McKagan er citeret for at sige, "Bandet var så stenet på dette punkt, at intet blev fuldendt". Guitarist Slash har kritiseret Axl Rose's styreform af bandet "som et diktatur". Slash forlader bandet i 1996, sammen med trommeslager Matt Sorum og McKagan. Slash blev erstattet af "Nine Inch Nails" guitarist Robin Finck, bassist Tommy Stinson erstattede McKagan, og Josh Freese tiltrådte som trommeslager. I begyndelsen af 1998. Bandets næste lineup bestod således af Rose, Finck, Stinson og Freese. Optagelserne til Chinese Democracy begyndte i San Fernando Valley, hvor Guns N 'Roses tidligere havde indspillet dele til deres debutalbum, Appetite for Destruction. I løbet af denne tid, betalte Geffen Records, Rose 1 millioner dollars for at forsøge at afslutte albummet, med yderligere 1 millioner dollars, hvis han blev færdig inden marts 1, 1999. 
I 2000 hyrede Rose guitaristen, Buckethead, og trommeslager Bryan "Brain" Mantia til at erstatte den afdøde Freese. Senere i 2000, genindtrådte Finck i bandet som tredje guitarist. Den 1. januar 2001, spillede Guns N 'Roses deres første koncert i over syv år på House of Blues i Las Vegas, Nevada. Dette blev fulgt op af en kæmpe koncert ved Rock in Rio III den 14. januar 2001 foran knap 1,2 millioner mennesker, hvor bandet for første gang spillede materiale fra Chinese Democracy. den 29. august 2002, lavede bandet et uanmeldt besøg til MTV Video Music Awards, her blev sangen "Madagascar" for første gang spillet. 

Guns N 'Roses startede egentligt i 2006 deres Chinese Democracy tour, selvom CD faktisk ikke var udgivet endnu.  
Ron "Bumblefoot" Thal erstattede guitaristen Buckethead. Trommeslager Frank Ferrer erstattede afgående Brain i juli og tilføjede sin tromme spor til albummet. Den 14. december 2006 offentliggjorde Rose i et åbent brev, til bandets fans på deres hjemmeside, at de resterende koncerter var  for tidskrævende hvis bandet skulle afslutte optagelsen af Chinese Democracy, og derfor aflyste den resterende del af touren.
Den 22. februar 2007 meddelte bandet's road manager, Del James, at alle indspilningerne til albummet var afsluttet, dog kunne James  ikke sætte nogen udgivelsesdato for albummet. 
Den 14. september 2008, blev "Shackler's Revenge" udgivet i Rock Band 2, hvilket gjorde det til et af bandets første officielle udgivelser af det nye materiale siden. "Shackler's Revenge" blev snart fulgt af en anden udgivelse, "If The World", som fremgår i afslutningen af Body of Lies. En fast release dato blev annonceret af Billboard i oktober 2008, der i november 23. I USA blev CD'en udelukkende solgt gennem Best Buy. Den første single fra albummet, "Chinese Democracy", blev udgivet den 22. oktober, 2008,  efterfulgt af den anden single "Better" den 17. november 2008. Albummet var længe ventet, men høstede dog blandede anmeldelser, alligevel vil mange musikelskere fastslå at Chinese Democracy er en revolutionerende plade inden for nyere moderne musik.
CD'en kostede i alt over 16 million dollars,  hvor af de en stor del af beløbet blev betalt af Axl.
I December 2009 startede bandet deres nye del af Chinese Democracy World Tour som  forventes at vare 2 år.

## Spor
1. Chinese Democracy  – 4:43
2. Shackler's Revenge – 3:36
3. Better – 4:58
4. Street of Dreams – 4:46
5. If the World – 4:54
6. There Was a Time – 6:41
7. Catcher In the Rye – 5:52
8. Scraped – 3:30
9. Riad N' the Bedouins – 4:10
10. Sorry – 6:14
11. I.R.S. – 4:28
12. Madagaskar – 5:37
13. This I Love – 5:34
14. Prostitute – 6:15

## Personel
- Axl Rose – vokal, keyboard, piano
- Robin Finck – lead guitar, keyboard
- Ron "Bumblefoot" Thal – lead guitar
- Buckethead – lead guitar
- Paul Tobias – rytme guitar, piano
- Richard Fortus – rytme guitar
- Tommy Stinson – bas , baggrundsvokal
- Chris Pitman – keyboard, programmering, baggrundsvokal, bas, 12 streng guitar, mellotron
- Bryan "Brain" Mantia – trommer, percussion
- Frank Ferrer – trommer, percussion
- Dizzy Reed – keyboard, piano, synthesizer, baggrundsvokal
- Josh Freese – trommearrangement på spor 4, 6, 9 og 14